# José Carlos Mariátegui (Piura)
José Carlos Mariátegui es una localidad peruana ubicada en el distrito de Yamango, perteneciente a la provincia de Morropón del departamento de Piura, al norte del Perú. 

## Ubicación
José Carlos Mariátegui se ubica al noreste de la provincia de Morropón, en el distrito de Yamango, en el departamento de Piura.

## Demografía
En 2017 José Carlos Mariátegui tenía una población de 23 habitantes.